# Vaunut.org
Vaunut.org ist Finnlands größte Online-Fotogalerie für Eisenbahn-Fotografien sowie eine Website für Eisenbahninteressierte.

## Geschichte
Vaunut.org (Vaunut = deutsch Wagen) wurde 1998 eröffnet und bietet eine Sammlung von über 175.000 Bildern (Stand: 24. Juni 2025) zum Thema Eisenbahn. Registrierte Benutzer können Bilder hochladen. Die Website verfügt über ein Diskussionsforum, in dem registrierte Benutzer Beiträge hinzufügen können. Das Forum bietet Bereiche für Berichte über Veranstaltungen, Neuigkeiten und Beobachtungen zum Thema Eisenbahn.
Anfang 2008 wurde Vaunut.org in den Online-Dienst der Zeitschrift Resiina integriert, nachdem der Gründer Janne Juhani Määttä die Betreuung der Website aufgegeben hatte. Abonnenten des Magazins Resiina können zusätzlich Bilder hinzufügen.
In der Website ist eine Seite integriert, die alle aktuell in Finnland verkehrenden Züge zum Abrufzeitpunkt sekundengenau mit ihrem Fahrplan auflistet. Bei den Zügen des Fern- und Nahverkehrs ist die Zugkomposition hinterlegt. Gelistet werden ferner die Züge des Güterverkehrs, Lokomotivzüge, Rangierzüge und selbstfahrende Maschinen. Die Züge sind farblich hervorgehoben, wobei rot gekennzeichnete Züge verspätet sind. Grün gekennzeichnete Güterzüge verkehren vor Plan. Die Fahrplanabweichung wird in einer gesonderten Spalte in Minuten angezeigt.

## Herausgeber
Die Website wird von Suomen Rautatiehistoriallinen Seura ry (deutsch in etwa Finnische Eisenbahnhistorische Gesellschaft) und Museorautatieyhdistys ry (deutsch in etwa Finnischer Eisenbahnmuseumsverband) betrieben. Chefredakteur ist Jonne Seppänen.